# Thomas Midgley
Thomas Midgley, Jr. (18 tháng 5 năm 1889 – 2 tháng 11 năm 1944) là một kỹ sư cơ khí và hóa học người Mỹ. Ông đóng vai trò quan trọng trong việc phát triển xăng pha chì (tetraethyl chì) và một số hợp chất chlorofluorocarbon (CFC) đầu tiên, hay còn gọi theo tên thương hiệu freon ở Hoa Kỳ; cả hai sản phẩm này sau đó đều bị cấm sử dụng do tác động tiêu cực của chúng đến sức khỏe con người và môi trường. Ông đã được nhận hơn 100 bằng sáng chế trong suốt sự nghiệp của mình.
Midgley bị mắc bệnh bại liệt vào năm 1940 và bị tàn tật sau đó. Vào năm 1944, ông bị tìm thấy trong tư thế siết cổ bằng một thiết bị mà ông sáng chế nhằm mục đích ra khỏi giường mà không cần trợ giúp. Người ta thường loan tin rằng ông đã vô tình bị giết bởi chính phát minh của mình, nhưng cảnh sát điều tra đã các định cái chết của ông là do tự tử.
Mặc dù tác hại của CFC chưa được biết đến cho đến nhiều thập kỷ sau khi Midgley qua đời, nhưng những người tham gia phát triển xăng pha chì đã biết trước rằng tetraethyl chì là chất cực kỳ độc hại. Trong số đó bao gồm Midgley, người công khai khẳng định rằng việc sử dụng xăng pha chì trong động cơ đốt trong không gây ra bất kỳ ảnh hưởng nào đối với sức khỏe.

## Thiếu thời
Thomas Midgley sinh ra tại Beaver Falls, Pennsylvania, vào ngày 18 tháng 5 năm 1889; với cha mẹ lần lượt là Hattie Louise (1865 – 1950) và Thomas Midgley, Sr. (1840 – 1934). Ông lớn lên ở Columbus, Ohio và vào năm 1911, ông tốt nghiệp bằng kỹ sư cơ khí tại Đại học Cornell.
Ngay từ nhỏ, sở thích của Midgley là tìm ra những ứng dụng hữu ích cho các hợp chất đã biết. Khi còn học trung học phổ thông, ông đã nhai vỏ cây du trơn để làm cho quả bóng chày có quỹ đạo cong hơn khi ném, một phương pháp mà sau này các cầu thủ chuyên nghiệp sẽ học theo. Về sau trong cuộc đời, ông nổi tiếng là luôn mang theo một bản sao của bảng tuần hoàn, một công cụ có vai trò lớn trong việc khám phá ra một chất mà sẽ đánh dấu phát minh đột phá của ông.

## Sự nghiệp

### Xăng pha chì

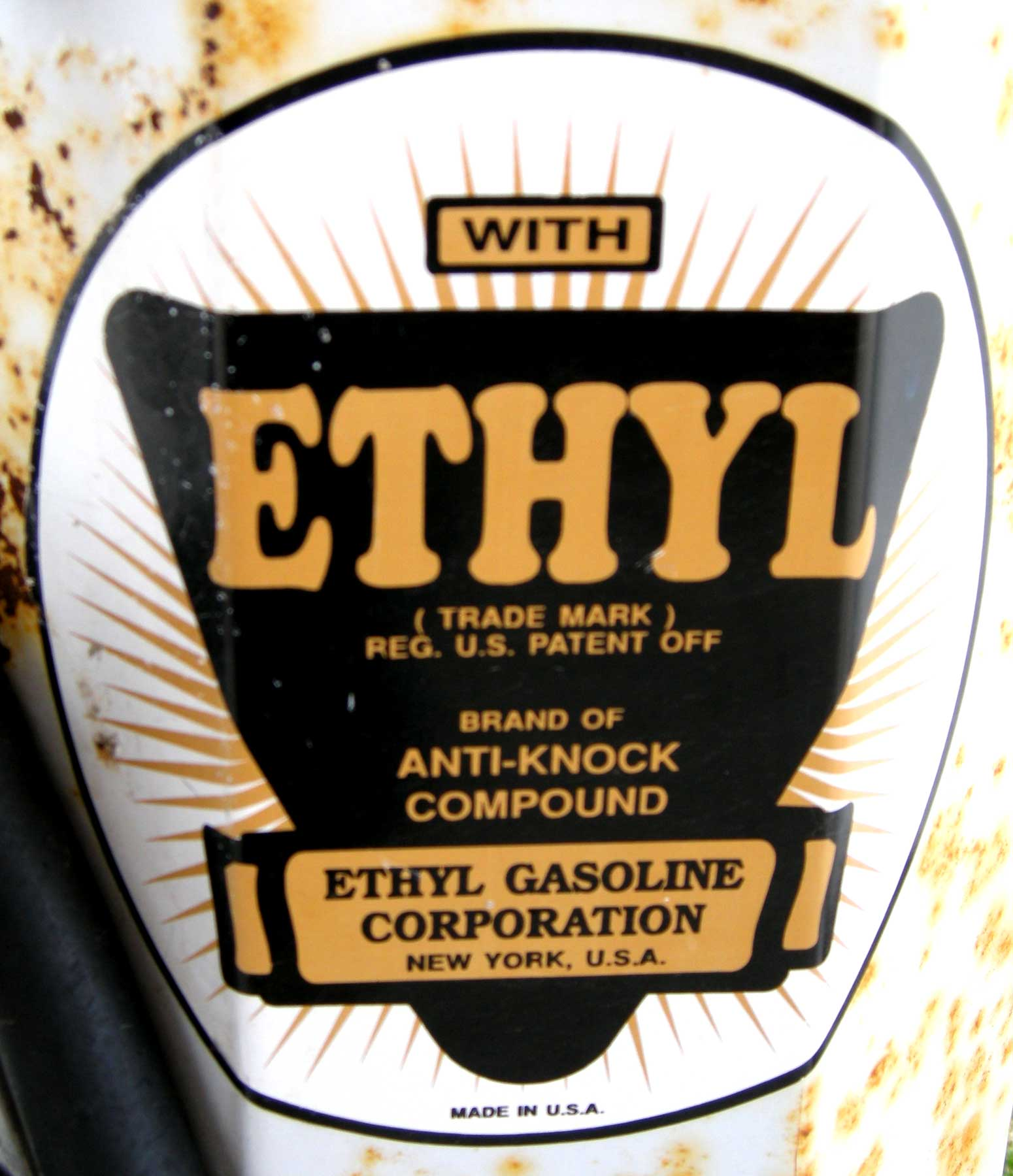
Biển hiệu trên một máy bơm xăng cổ quảng cáo hợp chất chống kích nổ TEL được đặt tên là "Ethyl", một chất phụ gia xăng

Năm 1916, Midgley bắt đầu làm việc tại General Motors. Vào tháng 12 năm 1921, khi làm việc dưới sự chỉ đạo của Charles Kettering tại Phòng thí nghiệm Dayton, một công ty con của General Motors, ông phát hiện ra rằng việc thêm tetraethyl chì (TEL) vào xăng có thể ngăn ngừa hiện tượng kích nổ trong động cơ đốt trong. Công ty đặt tên cho chất này là "Ethyl" và tránh đề cập đến chì trong mọi báo cáo và quảng cáo. Các công ty dầu mỏ và nhà sản xuất ô tô (đặc biệt là General Motors, công ty sở hữu bằng sáng chế do Kettering và Midgley cùng nộp) đã quảng bá phụ gia TEL như một giải pháp thay thế có giá thành thấp hơn so với ethanol hoặc nhiên liệu pha anol, bởi trước đây những công ty này không thu được nhiều lợi nhuận từ xăng pha ethanol. Vào tháng 12 năm 1922, Hiệp hội Hóa học Hoa Kỳ đã trao tặng Huy chương Nichols năm 1923 cho Midgley vì "việc sử dụng các hợp chất chống kích nổ trong nhiên liệu động cơ". Đây là giải thưởng đầu tiên trong số nhiều giải thưởng lớn mà ông giành được trong sự nghiệp của mình.
Năm 1923, Midgley đã đi nghỉ dài ngày ở Miami nhằm phục hồi quá trình ngộ độc chì. Ông nói rằng: "tôi thấy phổi của tôi đã bị ảnh hưởng và tôi cần phải tạm gác lại mọi công việc và hít thở thật nhiều không khí trong lành." Năm đó, General Motors đã thành lập Công ty Hóa chất General Motors (General Motors Chemical Company - GMCC) để giám sát việc sản xuất TEL của công ty DuPont. Kettering được bầu làm chủ tịch còn Midgley làm phó chủ tịch. Tuy nhiên, sau 2 ca tử vong và một số trường hợp ngộ độc chì tại nhà máy nguyên mẫu TEL ở Dayton, Ohio, các nhân viên tại Dayton được cho là đã "suy sụp đến mức định từ bỏ toàn bộ chương trình tetraethyl" vào năm 1924. Trong suốt năm tiếp theo, 8 người nữa đã tử vong tại nhà máy của DuPont ở Deepwater, New Jersey. Năm 1924, không hài lòng với tốc độ sản xuất TEL của DuPont bằng "quy trình bromide", công ty General Motors và Standard Oil của New Jersey (nay gọi là ExxonMobil) đã thành lập tập đoàn Ethyl Gasoline (tạm dịch: xăng Ethyl) để sản xuất và quảng bá TEL. Tập đoàn Ethyl đã xây dựng một nhà máy hóa chất mới sử dụng quy trình ethyl chloride nhiệt độ cao tại Nhà máy lọc dầu Bayway ở New Jersey. Tuy nhiên, chỉ trong vòng hai tháng hoạt động đầu tiên, nhà máy mới này đã phải hứng chịu thêm nhiều trường hợp ngộ độc chì, ảo giác, khùng điên và 5 ca tử vong.
Những rủi ro liên quan đến ngộ độc chì đã được biết đến ít nhất là từ thế kỷ II TCN, trong khi những nỗ lực hạn chế sử dụng chì đã tồn tại từ ít nhất thế kỷ XVI. Bản thân Midgley từng bị ngộ độc chì và đã được cảnh báo về nguy cơ ngộ độc chì từ TEL từ năm 1922. Ông hiểu rõ mối nguy hiểm của chì, và đã điều tra xem liệu những rủi ro trong cả sản xuất và sử dụng có thể được quản lý hay không. Thử nghiệm dùng ống xả được Midgley sử dụng để chứng minh cho ý tưởng rằng 1 phần tetraethyl chì trên 1300 phần xăng là ngưỡng sử dụng an toàn. Sau lần đầu các công nhân bị phơi nhiễm, các biện pháp kiểm soát đã được xây dựng để đảm bảo an toàn cho quy trình. Việc sử dụng xăng pha chì tăng mạnh. Tác động lâu dài của chì đối với môi trường đã bị xem nhẹ một cách nghiêm trọng.
Vào ngày 30 tháng 10 năm 1924, Midgley đã tham gia một cuộc họp báo để chứng minh tính an toàn của TEL; ở đó, ông đổ TEL lên tay, đặt một chai hóa chất dưới mũi và ngửi hơi của nó trong 60 giây, tuyên bố rằng ông có thể làm điều này mỗi ngày mà không gặp phải bất kỳ vấn đề gì. Tuy nhiên, Tiểu bang New Jersey đã ra lệnh đóng cửa nhà máy Bayway chỉ vài ngày sau đó và Jersey Standard bị cấm sản xuất TEL nếu chưa được tiểu bang cho phép. Hoạt động sản xuất được khởi động lại vào năm 1926 sau khi có sự can thiệp của chính quyền liên bang. Nhiên liệu có chỉ số octan cao, được tạo ra từ chì, có vai trò quan trọng đối với quân đội.  Midgley sau đó đã bị miễn nhiệm khỏi vị trí phó chủ tịch của GMCC vào tháng 4 năm 1925, được cho là vì thiếu kinh nghiệm trong các vấn đề về tổ chức, nhưng ông vẫn là nhân viên của General Motors.

### Freon
Vào cuối thập niên 1920, hệ thống điều hòa không khí và làm lạnh sử dụng amonia (NH3), chloromethan (CH3Cl), propan, methyl format (C2H4O2) và lưu huỳnh dioxide (SO2) để làm chất làm lạnh. Mặc dù có hiệu quả, nhưng các hợp chất trên lại độc hại, dễ cháy hoặc dễ nổ. Bộ phận Frigidaire của General Motors, vào thời điểm đó là nhà sản xuất dẫn đầu về các thiết bị như trên, đã tìm kiếm một giải pháp thay thế không độc hại và khó cháy cho các chất làm lạnh này.
Midgley, làm việc cùng với Albert Leon Henne, tập trung sự chú ý của mình vào các hợp chất haloalkan (bao gồm các chuỗi carbon và halogen), vốn là các chất rất dễ bay hơi (điều kiện bắt buộc cho một chất làm lạnh) và là các chất trơ. Họ quyết định kết hợp fluor với một hydrocarbon. Họ bác bỏ nhận định rằng các chất như này là chất độc hại, tin rằng sự ổn định của liên kết carbon-fluor đủ khỏe để ngăn chặn việc sản sinh hydro fluoride và bị phân hủy thành các sản phẩm phụ khác. Họ quyết định tổng hợp hợp chất chlorofluorocarbon (CFC) đầu tiên: dichloridifluorimethan, và họ đặt tên nó là "Freon".  Ngày nay, chất này còn được gọi bằng tên phổ biến là "Freon 12", hoặc "R12".
Freon và các chất CFC khác nhanh chóng thay thế phần lớn các chất làm lạnh trước đây, nhưng các hợp chất này cũng có một số ứng dụng khác. Một ví dụ đáng chú ý là việc sử dụng chúng như một chất đẩy trong các sản phẩm dạng xịt và bình xịt hen suyễn. Nhờ công trình này mà Midley đã nhận được Huy chương Perkin vào năm 1937, trao tặng bởi Hiệp hội Công nghiệp Hóa chất của Anh Quốc. Vào năm 1941, Midgley nhận được Huy chương Priestley, giải thưởng cao nhất của Hiệp hội Hóa học Hoa Kỳ. Ông còn nhận được Giải Willard Gibbs vào năm 1942. Ông cũng có hai bằng danh dự và được bầu vào Viện Hàn lâm Khoa học Quốc gia Hoa Kỳ. Vào năm 1944, ông được bầu làm chủ tịch Hiệp hội Hóa học Hoa Kỳ.

## Qua đời
Vào năm 1940, Midgley, 51 tuổi, mắc bệnh bại liệt dẫn đến việc bị tàn tật. Ông đã tạo ra một hệ thống dây thừng và ròng rọc phức tạp để có thể nhấc mình ra khỏi giường. Vào ngày 2 tháng 11 năm 1944, ở tuổi 55, ông bị phát hiện là đã tử vong tại nhà riêng ở Worthington, Ohio: ông bị giết bởi chính thiết bị của mình sau khi ông vướng vào nó và bị siết cổ tới chết. Cảnh sát điều tra xác định rằng nguyên nhân cái chết của ông là tự tử. Ông để lại người vợ của ông: Carrie M. Reynolds từ Delaware, Ohio, người mà ông đã kết hôn vào ngày 3 tháng 8 năm 1911.

## Di sản
Di sản của Midgley gắn liền với tác động tiêu cực của xăng pha chì và freon đối với môi trường. Nhà sử học môi trường John Robert McNeill nhận xét rằng Midgley "có tác động tiêu cực đến bầu khí quyển hơn bất kỳ sinh vật nào khác trong lịch sử Trái Đất", còn Bill Bryson nói rằng Midgley có một "bản năng gần như ghê rợn cho một sự việc đáng tiếc". Fred Pearce, viết cho New Scientist, dùng câu "thảm họa môi trường do một người gây ra" nhằm miêu tả Midgley.
Việc sử dụng xăng pha chì do ông phát minh đã thải ra một lượng lớn chì vào khí quyển Trái Đất trên toàn thế giới. Nồng độ chì trong khí quyển cao có liên quan đến các vấn đề sức khỏe nghiêm trọng lâu dài từ thời thơ ấu, bao gồm suy giảm thần kinh, và với mức độ bạo lực và tội phạm gia tăng ở Hoa Kỳ và trên toàn thế giới. Tạp chí Time đã cho xăng pha chì và CFC vào danh sách "50 phát minh tồi tệ nhất".
Midgley qua đời ba thập kỷ trước khi tác động suy giảm ozon và khí nhà kính của CFC trong khí quyển được biết đến và phổ biến rộng rãi. Vào năm 1987, Nghị định thư Montréal đã giúp loại bỏ dần việc sử dụng các khí CFC như freon.
Tác hại của xăng pha chì và các chất chlorofluorocarbon đã được dùng làm bài học cho những điều đã biết nhưng chưa hiểu và những điều chưa biết và chưa hiểu. Khi xăng pha chì được phát minh, người ta đã biết trước rằng chì có tác hại có hại đến sức khỏe con người với số lượng lớn và xăng pha chì sẽ thải ra một lượng nhỏ chì vào bầu không khí, nhưng người ta chưa hiểu rằng liệu lượng nhỏ chì đó có gây ra tác động xấu hay không. Tuy nhiên, sự tồn tại của tầng ozon và khả năng gây hại của các chlorofluorocarbon thì chưa được hiểu và biết trước trong thời điểm đó.
Năm 2024, Terence Winter - biên kịch của bộ phim năm 2013 The Wolf of Wall Street - đã thông báo rằng ông sẽ đồng sáng tác một bộ phim về Midgley với tựa đề "Midge."